# Fereza malá
Fereza malá (Feresa attenuata) je poměrně vzácný a málo známý druh z čeledi delfínovitých. Jeho kostra je známa více než 100 let, živé zvíře bylo objeveno až v roce 1954. S ohledem na svou tupou, polokulovitou hlavu byla původně řazena do rodu kulohlavec, později pro odlišnou stavbu těla byl pro ní vytvořen monotypický rod Feresa.

## Rozšíření
Areál výskytu ferezy malé je velmi rozsáhlý, zabírá tropické i subtropické vody a teplé mořské proudy mírného pásma Tichého, Atlantského a Indického oceánu, přibližně od 40° j. š. do 35° s. š. Byla například pozorována v Biskajském zálivu u Francie nebo u mysu Dobré naděje na jihu Afriky. Jen zřídka se objevuje v mělkých vodách, dává přednost vodám hlubokým až 500 m. Existuje málo informací o velikosti populace, ze známých údajů plyne, že jejich počet osciluje okolo 40 000 jedinců.

## Popis
Tento kytovec váži 110 až 170 kg a dorůstá do délky 2,1 až 2,8 m, samice jsou obvykle o něco menší. Jeho tělo je štíhlé, hlava je vpředu polokulovitě zakončená a chybí mu pro delfínovité typický zobák. Zbarvený je tmavě šedě až černě, na spodní straně má světlejší, někdy až bílé nepravidelné plochy. Na obou bocích má podélný, nerovný, světlejší pruh a kolem čelistí bílý proužek.
Hrudní ploutve jsou dlouhé a štíhlé, hřbetní je výrazně trojúhelníkovitá a vysoká. V horní čelisti má na každé straně po 10 až 11, ve spodní po 11 až 13 zubech které jsou silné a ostré, v průměru měří až 9 mm a nad dásněmi vyčnívají 12 až 14 mm. Lebka je poněkud asymetrická, v pravé čelisti je obvykle o zub méně.

## Ekologie a chování
Je pozorována nejčastěji ve skupinách o 20 až 50 jedincích, někdy však vytváří i malé, jen několikačlenné skupinky. Nedorostlá mláďata se zdržují v blízkosti samic. Někdy jsou na volném moři považovány za hravá a akrobatická zvířata, jindy jsou zase hodnocena jako pomalá a líně plovoucí která mají tendenci se lodím vyhýbat. V zajetí jsou vůči jiným kytovcům i lidem agresivní. Jsou masožraví, živí se rybami, hlavonožci a chytají i jiné malé kytovce, například delfíny, mnohdy loví v noci. Za predátory jsou považováni žraloci a kosatky, nejnebezpečnějším je pro ně svými loveckými aktivitami člověk.

### Rozmnožování
O rozmnožování a péči o potomstvo se toho u ferezy malé mnoho neví. Patrně se po 12měsíční březosti rodí jedno mládě o délce cca 0,8 m. Předpokládaná průměrná délka života je 21 let. 

Porovnání velikosti s člověkem
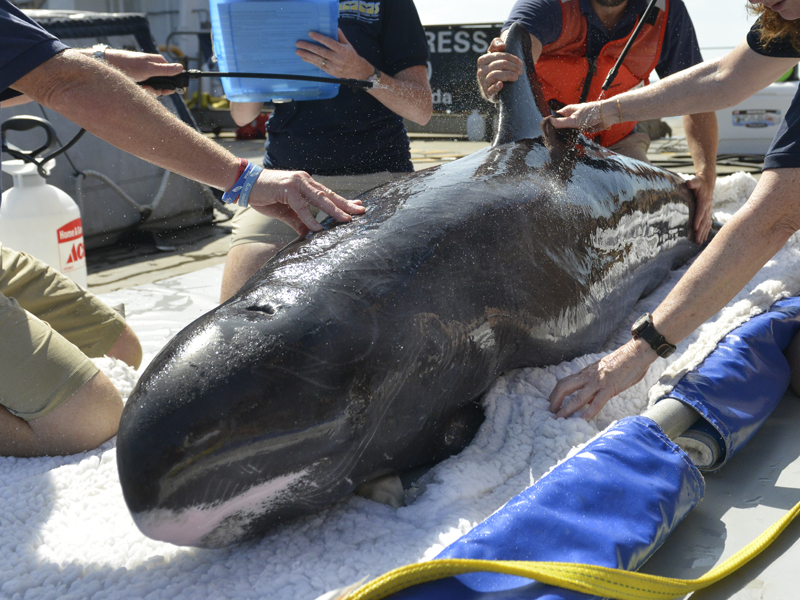
Jedinec přemisťovaný na lodi je hydratován vodou
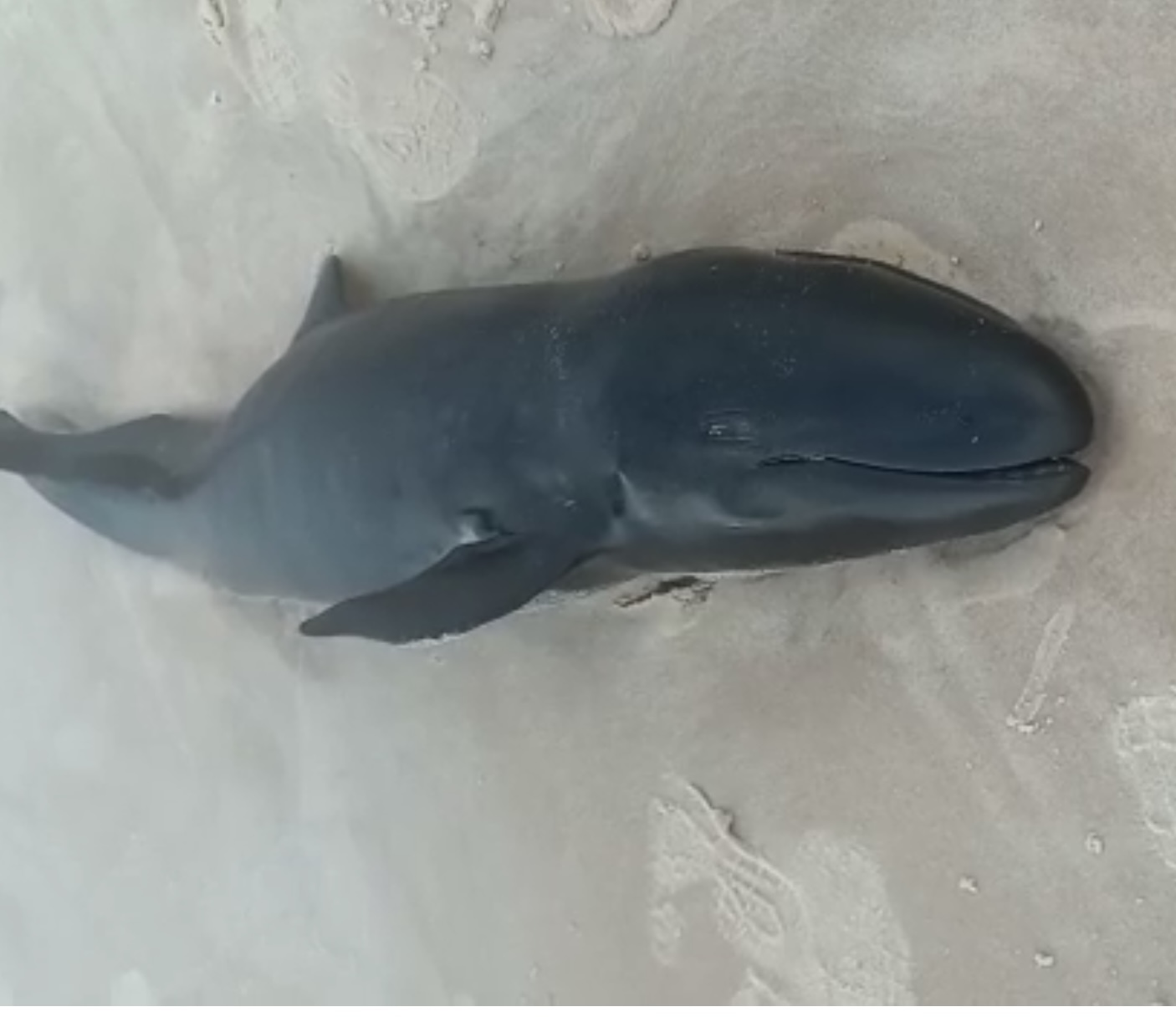
Mrtvý exemplář
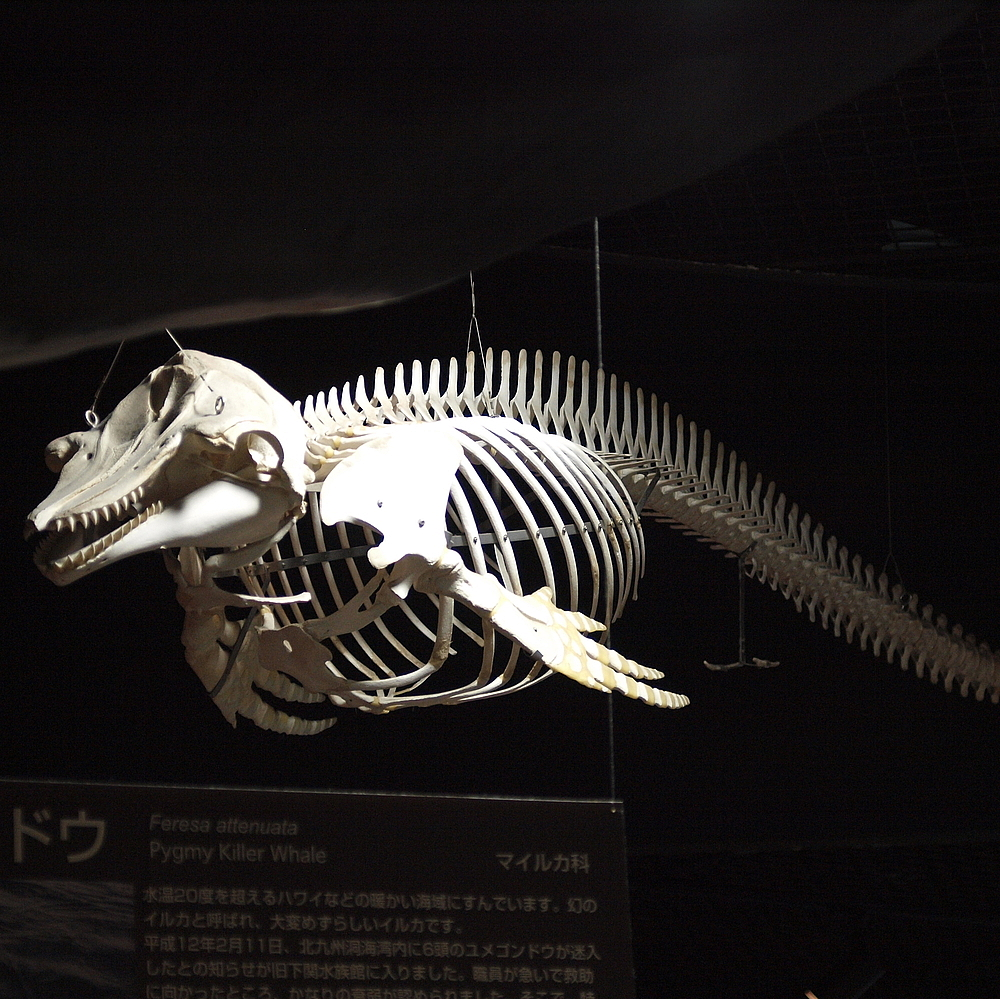
Kostra ferezy malé